# Mary and Max
Mary and Max (br: Mary e Max - Uma Amizade Diferente) é um filme australiano de 2009 de animação claymation, dos gêneros humor negro/drama, escrito e dirigido por Adam Elliot e produzido por Melanie Coombs. O elenco de dubladores inclui Philip Seymour Hoffman, Toni Collette, Eric Bana, Bethany Whitmore, com narração de Barry Humphries. 
O filme estreou na noite de abertura do Sundance Film Festival de 2009. Venceu o Annecy Cristal em junho de 2009 no Festival de cinema de animação de Annecy, e melhor filme de animação no Asia Pacific Screen Awards em novembro de 2009.

## Sinopse
Baseado em fatos reais conta a historia de Mary Daisy Dinkle, uma garotinha de 8 anos que mora na Austrália, em 1976. Extremamente solitária, passa os dias assistindo ao seu desenho favorito, os "Noblets", criando seus próprios brinquedos com sucata e conversando com seu galo de estimação, Ethel. Tem uma mancha de nascença na testa e, por isso sofre bullying na escola. Sua mãe, Vera, é alcoólatra e comete pequenos furtos. Seu Pai trabalha numa fábrica de chás e é ausente na vida da filha, tendo como hobby empalhar pássaros mortos. Mary é vizinha de um senhor deficiente físico que teve suas pernas amputadas e por isso vive em uma cadeira de rodas e tem medo de sair de casa. Seu outro vizinho é Damian Popodopoulos, um garoto gago por quem Mary é apaixonada.
Bem longe dali, em Nova York, vive Max Jerry Horowitz um homem de 44 anos, que é obeso e tem Síndrome de Asperger, e por isso se acha diferente das outras pessoas. Assim como Mary, ele também é solitário. Divide o apartamento com o periquito Mr. Cookie, o gato Hal (que sofre de halitose), um peixinho dourado chamado Henry (na verdade, cada um de seus peixes morre com certa facilidade durante a história, sendo substituído com muita tristeza pelo seguinte, que também recebe o nome de "Henry") e com seu amigo imaginário Ravióli. Quando criança, sua mãe se suicidou com um tiro na cabeça disparada com a arma de seu tio. Max também sofreu abuso sexual na infância, e, apesar de ter nascido judeu, acabou se tornando ateu.
Um certo dia Mary, encontra o endereço de Max em uma lista de endereços do correio de Nova York. Mary então resolve escrever uma carta para Max contando um pouco da sua vida. A partir daí, desenvolvem uma forte amizade, que transcorre de acordo com os altos e baixos da vida.

## Elenco
- Barry Humphries .... narrador[3] (no Brasil, Gutemberg Barros)
- Bethany Whitmore / Toni Collette .... Mary Daisy Dinkle  (voz)[3] (no Brasil, Helena Palomanes / Márcia Morelli)
- Philip Seymour Hoffman .... Max Jerry Horowitz  (voz)[3] (no Brasil, Alfredo Martins)
- Eric Bana .... Damian Popodopoulos  (voz)[3] (no Brasil, Sérgio Muniz)
- Renée Geyer .... Vera Dinkle  (voz) (no Brasil, Marize Motta)
- Ian "Molly" Meldrum .... O sem-teto  (voz) (no Brasil, Júlio Chaves)

## Temas
Diferentemente da maioria dos filmes de animação, Mary e Max tem um humor bem ácido voltado para o público adulto e aborda temas considerados pesados para as crianças como: sexo, depressão, ansiedade, negligência, suicídio, morte, assassinato, prisão, isolamento, fobia social, alcoolismo, furto, bullying, adultério, prostituição, religião, obesidade, deficiência física, autismo (Síndrome de Asperger) entre outros.

## Recepção da crítica
Aclamado pela crítica, no site Rotten Tomatoes o filme tem aprovação de 95% dos críticos e de 92% do público.